# 香港膠災

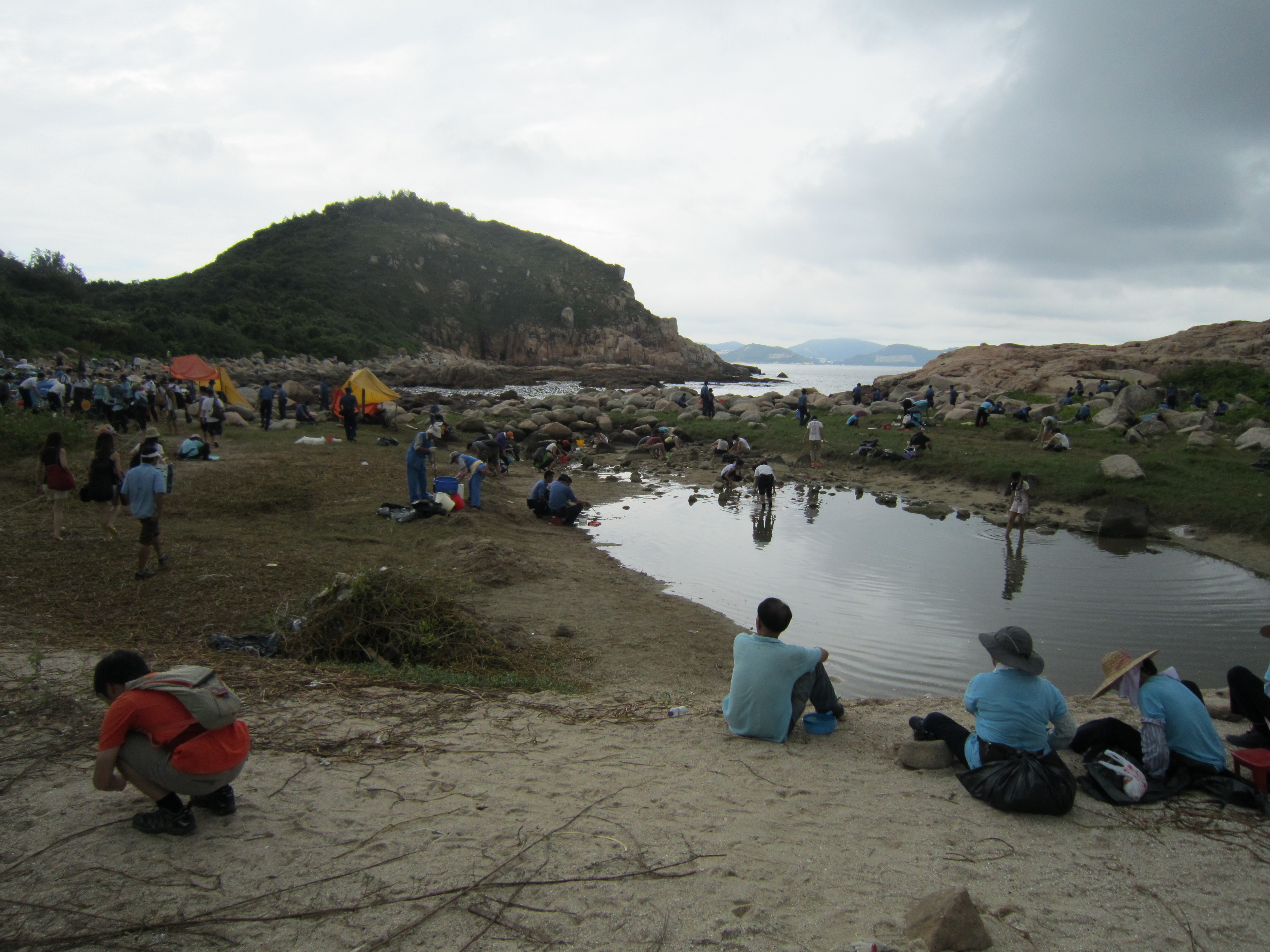
南丫島石排灣的清理膠粒活動

香港膠災是2012年发生在香港附近海域的一次海洋污染事件。2012年7月23日，強颱風韋森特吹襲香港，邻近海域普遍颳起颶風；导致一艘於香港南面水域的中海集運貨櫃船的7個貨櫃墮海，當中6個貨櫃裝滿由中國石化生產的聚丙烯膠粒，並在風暴過後於香港南面海域漂流。部分貨櫃遭海浪擊毀，使櫃內膠粒進入海洋，成為海洋垃圾，並隨水流散佈於香港南部海域及岸灘，造成廣泛環境及生態污染，同時影響本地漁業。
膠粒在風暴襲港翌日已陸續沖上海岸，並由愉景灣非政府組織DB Green成員率先發現。膠災之初，香港主流媒體基本没有进行报导。清理工作基本由DB Green、香港海洋守護者協會及其他非政府組織主導，並透過社交網站以及網絡媒體傳播消息。這些消息逐步在民間引起強烈反響，大量香港普通市民決定自發到海岸清理。
事發近兩週後，香港報章及電視媒體開始大幅度報導事件。海事處及食物環境衛生署等香港政府部門一直積極與民間組織協作清理，但政府從未向公眾發佈相關消息。到8月5日，開始有局長級官員向公眾交代。膠粒貨主中國石化公司以及船運公司中海集運都在7月底開始與非政府組織合作清理。但膠粒污染的責任問題尚未獲釐清。

## 事件經過

### 貨櫃墮海及初期清理
2012年7月23日晚至翌日凌晨，強颱風韋森特於香港西南方掠過，香港天文台在24日午夜發出十號颶風信號。當晚一艘中海集運貨船在香港南面海域向東航行，前往果洲群島外海停泊。航行期間，船上先後有7個長40呎貨櫃被強風吹入大海，當中6個裝有約168噸由中國石化生產的聚丙烯膠粒，而另一個則裝有玻璃工藝品。
事後中海集運先後聯絡海事處及打撈公司，以搜尋遺失貨櫃，但政府並未對外公佈事件。7月25日，環保組織DB Green成員Tracy Read率先在愉景灣北灘發現膠粒，並與香港海洋守護者協會成員Gary Stokes等開始組織清理。次日DB Green聯絡中石化，並向南華早報及英文虎報報告事件；而海洋守護者協會則開始號召香港人到海灘清理。中石化在27日隨即派員與DB Green巡視愉景灣海灘，並在三白灣及稔樹灣等地發現更多膠粒，但當日只有南華早報在內版作小篇幅報導。而民間人士及食環署則在同日先後通知非政府組織，指梅窩及坪州各處均發現膠粒。
7月28日後，膠災的具體情況開始為部分非政府組織所知。中石化准許民間人員到葵青貨櫃碼頭點算貨櫃損失，以評估墮海的膠粒數量。此時民間才得悉一共有6個膠粒貨櫃墮海，而海事處及中海集運先後於南丫島東面、北面及西北面海域，與及大鴉洲以東海域，尋回4個貨櫃。4個貨櫃洩漏了相當於1.2個貨櫃的膠粒，而當時尚有兩個貨櫃仍然失蹤。同日多個非政府組織聯絡香港各大媒體，要求報導事件，但全無回音。
7月31日起，非政府組織與政府及中石化的合作開始增加。當日海洋守護者協會罕有地成功主持一聯合會議，參與者包括政府食環署及海事處等部門代表、中石化高層以及中海集運代表。會後貨櫃船主代表同意出資租用直升機，供非政府組織偵察並拍攝海岸，以評估膠粒污染實況。守護者協會在次日於螺洲西南海域尋回第5個貨櫃，海事處及食環署人員則緊接到場清理。此時香港南面的石澳、赤柱、南丫島深灣、長洲東灣、觀音灣及芝麻灣均有膠粒發現報告，而民間組織開始在社交網站Facebook發佈消息，以收宣傳及統籌之效。

### 「執膠」清理行動升級與事件曝光
8月初海岸的「執膠」清理行動開始升級，有更多組織加入民間統籌的清理活動。海洋公園在8月2日聯絡民間組織，提供協助之餘，亦開始組織清理隊；而政府則在3日組織特遣隊清理愉景灣。在民間的反響下，8月4日，香港終於有主流媒體以頭版報導事件，但焦點卻集中在政府隱瞞事件，以及膠粒可能產生的毒害。事件曝光後在民間引起強烈反彈，不少市民乘周末放假空閒，到海灘清理膠粒；而世界自然基金會、南丫部落、環保觸覺、鍵盤戰線、香港兩棲及爬蟲協會等民間組織，亦各自組織義工隊清理海灘。單在8月5日便有超過1,000名市民自發到南丫島石排灣清理。
膠災曝光後，食物及衞生局局長高永文與環境局局長黃錦星在8月5日首次會見傳媒，交代事件。雖然政府下級部門一直與民間組織緊密合作清理，但決策部門卻在事發兩周後才向公眾公告，並提醒市民不要進食已吞下膠粒的魚類，其反應備受抨擊。政務司司長兼署理行政長官林鄭月娥（行政長官梁振英正在外地休假）在6日召開跨部門會議，統籌清理工作，並開始免費向DB Green成員提供政府飛行服務隊直升機，以偵察海灘。民間團體亦在8月初透過社交網站進行分工，並發佈一手海灘狀況資訊。
膠災清理行動至今仍未完結。8月16日颱風啟德掠過香港以南約200多公里的海域，將海面大量膠粒及垃圾沖刷上岸，使部分已清理海灘再次遍佈垃圾；而第6個裝有膠粒的貨櫃，則在9月7日於喜靈洲避風塘外尋回。另外，由於膠粒散佈石灘、岩隙以及草地之上，難以人手清理，中石化及部分義工帶上發電機及吸塵機，以改善效率。香港中文大學太空與地球信息科學研究所亦推出新研發系統，協助政府及民間組織監視水流，預測膠粒漂流情況。亦有香港青年自行製作膠粒清理機「淘膠者一號」，並獲中石化訂購，協助清理海灘。

### 波及澳門
澳門在8月21日宣布，於前一天及當天在黑沙海灘及竹灣海灘發現少量懷疑聚丙烯膠粒物體。雖然政府在8月24日聲稱已大致清理，但翌日市民響應環保組織網上號召，到沙灘撿起膠粒，仍然收集到逾半公斤膠粒。

## 漁業、環境與生態問題

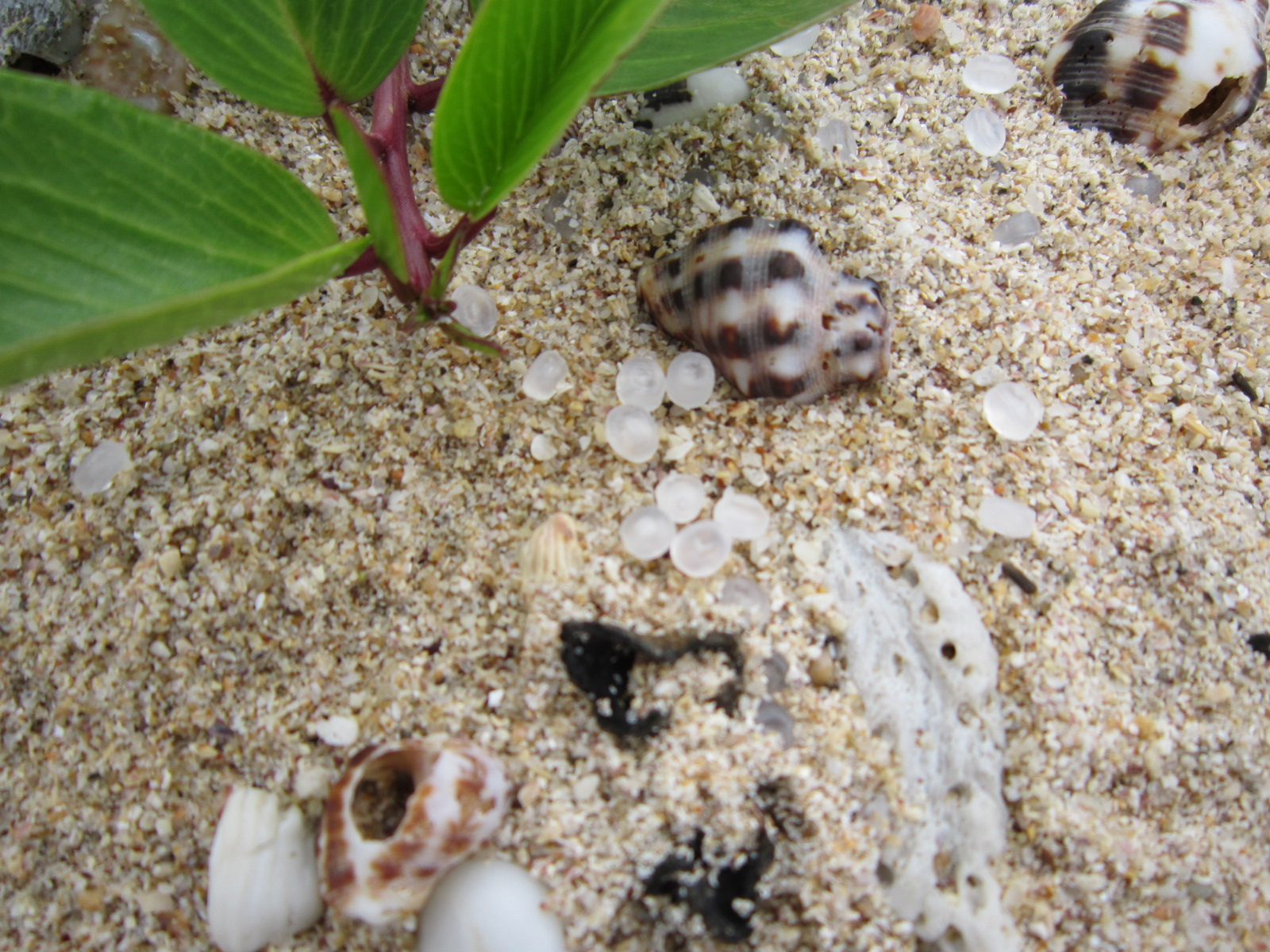
事隔半年，蒲台島昂裝沙灘上，仍有一些未被清理的膠粒

香港膠災的膠粒由聚丙烯製成，其塑膠分類標誌為5號。聚丙烯的原料是丙烯，由石油裂解而來。化工廠接著可採用多種方法將丙烯及其他原料混合，將其聚合成塑膠，然後再用於生產不同產品，包括膠粒。
聚丙烯膠粒本身並無即時毒性，人類及魚類在吞食膠粒後，並不會將聚合物聚丙烯吸入人體。再加上香港海域經常有塑膠垃圾漂浮，魚類進食不同種類膠粒常有出現，只是事件一直鮮為人知，才在膠災後引發極大反響。膠災曝光後，分銷商一度擔心吞食膠粒的海魚已經中毒，而停止向本地魚排購貨；而市民對本地魚的信心動搖，令本地魚在街市銷量急降，使漁民蒙受損失。
聚丙烯一直廣泛使用於日常生活之中。由於聚丙烯耐熱、耐酸鹼、耐化學物質及耐碰撞，難以出現生物分解，故此聚丙烯常用於食物容器，包括可放入微波爐加熱的食物盒，延長食物保存時間。即棄餐具及商品包裝亦經常使用到聚丙烯。不過根據太平洋垃圾帶的經驗，塑膠若在一年內長期受陽光紫外線照射，便會出現光解作用（Photodegradation），在保持聚合物狀態之餘，其體積逐步分解成為微小的分子，繼續在海面漂浮。隨著塑膠體積繼續分解，製造塑膠時可能用到的雙酚A等化學品，便會釋出海洋；與此同時，微細的塑膠亦會吸附海面的所有化學物質，包括人類排入大海的致癌物，變成海面的一層「毒湯」。光解後的塑膠可輕易被魚類及海鳥等生物消化系統攝取，從而使多種有毒化學物進入食物鏈，對生態系統造成難以預計的破壞。體積較大的塑膠製品，亦可能堵塞海魚及海鳥消化系統，使其營養不良而死。
事實上，香港膠災的膠粒一度覆蓋南丫島深灣。該處為瀕危海洋生物綠海龜的產卵地，每年6月至10月該處均會限制遊人入內，以免阻礙綠海龜產卵。膠災恰好發生於綠海龜產卵期內，而深灣更一度遭厚一呎膠粒覆蓋。
據香港大學地球科學系和太古海洋研究中心所做的一項研究發現，超過六成香港海水含有塑膠微珠，在7個地點獲取的逾100個海水樣本中，含量最高的北角樣本每平方公里海域有38萬粒微珠，將造成塑料顆粒水污染，海洋生物吸食塑膠微珠後將可引致生態破壞，導致海洋生物死亡。此項研究只篩選了0.3毫米至1毫米大小的塑膠微珠，估計實際微珠含量遠大於此數目，因為部分日用產品使用的微珠可少於0.3毫米。研究發現的塑膠微珠大多為透明顆粒狀，成分多為聚乙烯，研究員估計這些塑膠微珠來自日常香港人所使用的個人護理或美容產品，如面部磨砂膏和牙膏等。
綠色和平所做的調查顯示，城門河在夏季無降雨日子每天最少有超過48,000件塑膠沖出吐露港，逢降雨後更多1倍，平均每分鐘有56件塑膠流出大海。這些塑膠廢物主要為即棄塑膠製品，如餐盒、飲管、餐具和膠袋等。另外，在颱風山竹過後香港各區包括杏花邨，發現有約20年前的快餐店發泡膠飯盒碎片，綠色和平認為本地垃圾同樣是污染海洋的元兇。

## 外部連結
- HK Pellet Patrol：民間組織統籌及資訊發佈網站
- DB Green：率先發揭發膠災組織 （页面存档备份，存于）